# Ото Фердинанд фон Абеншперг и Траун
Ото Фердинанд фон Абеншперг и Траун (на немски: Otto Ferdinand Graf von Abensperg und Traun; * 27 август 1677, Шопрон, Унгария; † 18 февруари 1748, Сибиу, Румъния) от стария австрийски род Траун, е граф на Абеншперг-Траун и австрийски фелдмаршал по времето на императрица Мария Терезия.

## Живот
Той е син на Ото Лауренц фон Абеншперг и Траун (1638 – 1695) и втората му съпруга Ева Сузана Рюбер фон Пиксендорф (1645 – 1695). Внук е на граф Ото-Максимилиан фон Абеншперг и Траун (1597 – 1658) и фрайин Ребека Шрот фон Киндберг († 1659).
Баща му го изпраща да следва в университета в Хале, но през 1695 г. той напуска и като доброволец отива с бранденбургската войска в Нидерландия. След обсадата на Намюр през 1695 г. той влиза на императорска служба и участва в боевете през Войната за испанското наследство в Италия и на Рейн.
През 1709 г. той става адютант на фелдмаршал граф Гвидо фон Щархемберг и отива в Испания, след една година става полковник. През 1713 г. води своя регимент в Ломбардия и марширува с него през 1718 г. за Неапол. През 1719 г. той отива в Сицилия. За постиженията му е повишен през 1723 г. на генерал-вахтмайстер (генерал-майор) и 1733 г. на фелдмаршал-лейтенант. Той защитава Капуа и през 1735 г. е извикан обратно във Виена и повишен на фелдцойг-майстер. През лятото на същата година той трябва да потуши неспокойствията в Унгария. След това Карл VI го изпраща като генерал-капитан в Ломбардия.
След смъртта на императора той е повишен от Мария Терезия на 9 април 1741 г. на фелдмаршал. През Войната за австрийското наследство в Ломбардия той побеждава испанците на 8 февруари 1743 г. при Кампосанто. През 1744 г. е награден с Орден на Златното руно (Нр. 711) и е изпратен на Рейн. Фридрих II го нарича по-късно „свой учител по военно изкуство“. През 1745 г. той успява да отдръпне французите през Рейн и така прави възможна коронизацията на Франц I Стефан, съпругът на Мария Терезия, във Франкфурт.
Той умира на 18 февруари 1748 г. като генерал-командант на Зибенбюрген (Трансилвания) и е погребан в йезуитската църква в Херманщат (Сибиу, Румъния).
Като един от четиримата големи военачалници на императрицата той има голяма статуя, както Леополд Йозеф фон Даун, Ернст Гидеон фон Лаудон и Лудвиг Андреас фон Кевенхюлер, в нейния монумент във Виена.
На 28 февруари 1863 г. император Франц Йозеф I включва Ото Фердинанд фон Абеншперг и Траун в списъка на най-известните военни князе на Австрия и му поставят статуя в дворцовия оръжеен музей.

## Фамилия
Ото Фердинанд фон Абеншперг и Траун се жени за Фулвия Юлиана Полапина контеса ди Куза-Фалети и втори път за фрайин Мария Сидония фон Хиндерер († 1775). Единственият му син Карл Йозеф (1719 – 1747) умира преди него.